# Aad van Welzenes
Alfred Emil (Aad) van Welzenes (Rotterdam, 16 januari 1900 – Rotterdam, 17 augustus 1991) was een Nederlands voetbalscheidsrechter die tweemaal een internationale wedstrijd floot.
Van Welzenes was een allround sporter. Hij speelde voetbal bij VOC en Xerxes en was ook actief als zwemmer.   
In 1932 baarde hij opzien door van enkele bruggen in Rotterdam te springen. Op Koninginnedag 1932 sprong hij van de 27 meter hoge Willemsspoorbrug dook, op dat moment een record voor de hoogste duik in Nederland. Het record werd een week later verbroken door Jacob van Hulst die van een 33 meter hoge kolentip dook, en op 14 januari 1933 door Lou Vlasblom, die van 67 meter hoogte van De Hef sprong, nog steeds de hoogste overleefde Nederlandse duik. 
Van 1929 tot 1947 was hij actief als scheidsrechter. Hij huwde in 1925.  

## Interlands
| Datum            | Plaats          | Wedstrijd          | Uitslag | Competitie        | Kreeg geel | Kreeg voor de tweede keer geel en dus rood | Weggestuurd |
| ---------------- | --------------- | ------------------ | ------- | ----------------- | ---------- | ------------------------------------------ | ----------- |
| 7 april 1940     | Brussel, België | België – Luxemburg | 1 – 1   | Vriendschappelijk | 0          | 0                                          | 0           |
| 15 december 1945 | Brussel, België | België – Frankrijk | 2 – 1   | Vriendschappelijk | 0          | 0                                          | 0           |

Bijgewerkt t/m 27 januari 2014